# Deuterotinea longipennis
Deuterotinea longipennis is een vlinder uit de onderfamilie Eriocottinae van de familie Eriocottidae. De wetenschappelijke naam van de soort is voor het eerst geldig gepubliceerd in 1874 door Nicolas Grigorevich Erschoff.